# Nicu Flondor
Nicu baron de Flondor, în germană Nikolaus Freiherr von Flondor, (n. 27 iunie 1872, Storojineț – d. 21 mai 1948, Brașov), a fost un politician, jurist și economist român pe timpul Imperiului Austro-Ungar și după aceea in România, din Familia Flondor. A fost primar al orașului Cernăuți în trei rînduri (1920, 1922-1926, 1938-1940).

## Biografie
Fiul lui Gheorghe cavaler de Flondor a absolvit după studiile secundare la liceul german k.k. I. Staatsgymnasium Czernowitz Facultatea de Drept a Universității din Cernăuți (K.K. Franz Josefs -Universität in Czernowitz),  fiind apoi angajat ca funcționar de administrație în serviciul statului.

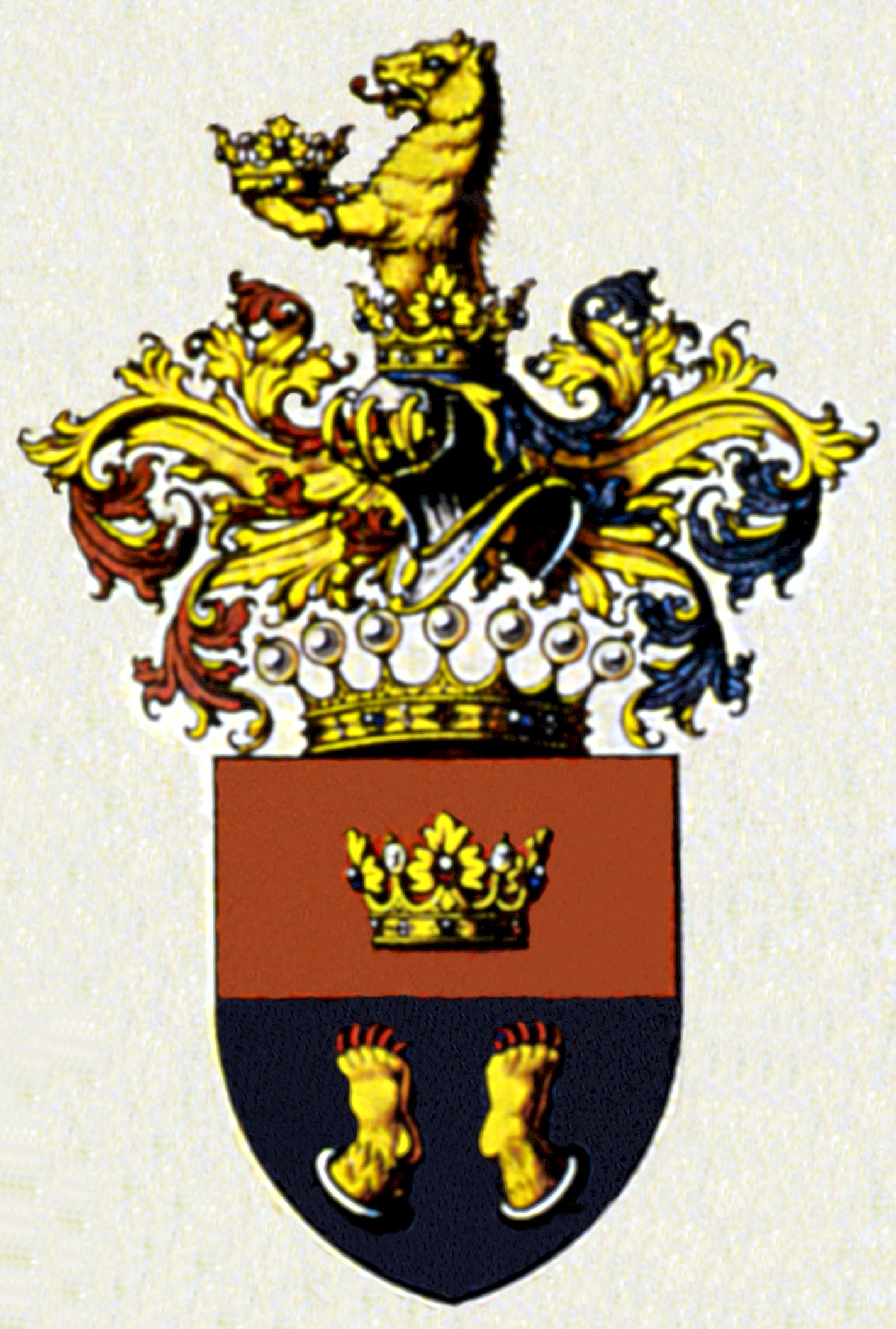
Stema baronului Nicolae de Flondor 1914

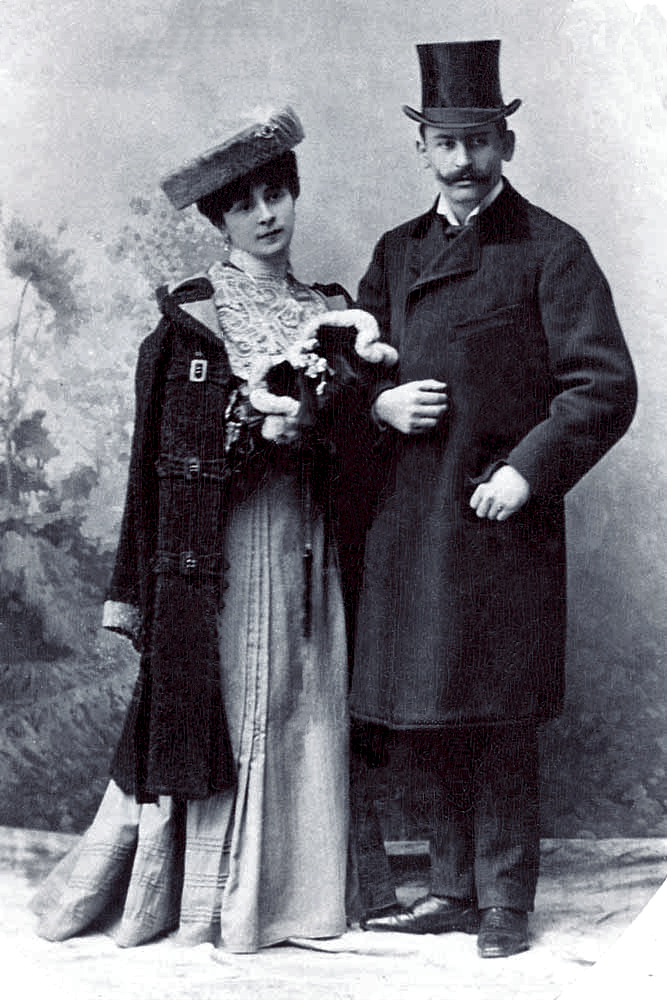
Nicolae de Flondor și Elena de Grigorcea 1899

A fost membru al Societății Academice "Junimea" din Cernăuți ( societatea a ființat în perioada 1878-1938), începând din 1890, până în 1895. Din anul 1903 a fost membru al conducerii Centralei Însoțirilor Economice din Bucovina, înființată în 10 martie 1903.  A fost mare proprietar la Noua Suliță, unde deținea suprafețe agricole. A deținut și moșia din Babin, pe Nistru, moștenire de la mama sa.
În plan politic a fost deputat în Dieta Bucovinei și în Camera Imperială din Viena. A activat în Partidul Poporal Național Român, apoi în Partidul Creștin Social Român. După 1910 va adera la fracțiunea conservatoare a Partidului Național Român din Bucovina, iar în anul 1912 ajunge în conducerea acestui partid, împreună cu deputatul Eusebie Popovici. A fost deputat dietal din partea colegiului II electoral al marii proprietăți românești (1908-1910) și în curia I (între 1911-1914). A fost membru în Comitetul Țării (organism parlamentar al Dietei Bucovinei) din anul 1911 și în Comisia de finanțe a Dietei. Animat de simpatii politice liberale, a fost propulsat în rândurile acestui partid (liberal) și ajunge deputat în Parlamentul României Mari, din partea PNL.
Nicu Flondor a fost onorat cu Crucea de Comandor al Ordinului Imperial Leopold. De aceea a cerut și a primit titlul nobiliar de baron (Freiherr) prin Hotărârea  din 10 august 1913, pe numele Nikolaus Ritter von Flondor, și diploma din 11 martie 1914, împreună cu fiii săi Radu și Alexandru Flondor, fiind singurii din familia Flondor care au primit acest titlu.
După ocuparea Cernăuțiului de către cazacii generalului  Dmitri Grigorievici Pavlov (în septembrie 1914), Nicu Flondor este deportat ca ostatic în imperiul țarist (în Turkestan) și  , (în urma unui diferend avut cu comandantul trupelor rusești care ocupaseră Cernăuții), împreună cu Salo von Weisselberger, primarul orașului. În primăvara anului 1916, ca urmare a unui schimb de prizonieri, Nicu se întoarce în țară.
Nicu Flondor a fost numit Secretar de Stat pentru afacerile de finanțe în Consiliul Secretarilor de Stat ai Bucovinei, cu rol de guvern provizoriu, condus de Iancu Flondor, la 12 noiembrie 1918. Nicu Flondor a fost prezent în delegația României la Conferința de Pace de la Paris (1919-1920), ca expert pentru Bucovina pe probleme economice și financiare , delegația română fiind condusă de primul ministru Ion I.C. Brătianu. Pe lista delegației române figura și Alexandru Vitencu, specialist în chestiuni de ordin etnic și geografic. De asemenea, din delegația României au făcut parte Nicolae Mișu (ambasador la Londra, ca șef adjunct al delegației), Alexandru Vaida Voevod, Constantin Crișan, Ioan Pelivan, Constantin Coandă, Constantin Diamandi, Victor Antonescu și George Danielopol.
În Memoriile sale, Alexandru Vaida Voevod , membru al delegației la Conferința de Pace (și de la 1 dec. 1919, Prim ministru) menționează: "Primind cotele graniței proiectate între Polonia și România, l-am chemat pe Flondor [Nicu], expertul pentru chestiuni bucovinene. I-am supus aprecierii trasarea, prin care Valea Ceremușului urma să fie cedată Poloniei. Flondor  constată cu supărare pierderea acelui teritoriu. Ca să-l consolez îi spusei: ...Dacă însă d-ta ții la Valea Ceremușului, am să fac o adresă către delegația poloneză, rugând să renunțe la aceasta, în favorul nostru. Mă voi duce însumi la Paderewski. Flondor a acceptat vesel."
Nicu Flondor s-a aflat în relații cordiale cu Nicolae Iorga, ceea ce rezultă din cuvântul lui Nicu la dezbaterile Consiliului Național Român din 13 noiembrie 1918: „În anul 1905 m-a vizitat dl Iorga și cu dânsul am făcut o călătorie prin Basarabia. Am trecut pe la Soroca, ne-am urcat într-un vapor și, pe la Dubăsari, ne-am pornit de-a lungul Nistrului la vale. Atunci am aflat de existența românilor de peste Nistru. Domnul Iorga a făcut chiar o schiță a dislocării lor. La Dubăsari, la Balta, ne-am coborât din vapor și am vorbit cu poporeni, cari vorbeau numai românește”.
Nicu Flondor a fost primarul orașului Cernăuți, în trei rânduri: 1920, 1922-1926 și 1938-1940.  În ultimul mandat de primar, a fost instalat ca primar al municipiului Cernăuți  (la 6 decembrie 1938), de "Rezidentul Regal al Ținutului Suceava" (cu reședința în Cernăuți) prof.Gheorghe Alexianu. Acest ultim mandat a durat până la 28 iunie 1940. În calitate de primar, însoțit de viceprimarul Franz Kopecki, la 28 iunie 1940 urma să predea, la un ordin venit de sus, orașul Cernăuți trupelor sovietice la podul de peste Prut. A pus la dispoziția Societății Academice Junimea un teren în str. Alth, pentru construirea unui cămin studențesc.  A fost cetățean de onoare al localității Noua Suliță (Новоселиця). În 25 martie 1944 s-a evacuat din Cernăuți, în localitatea Râșnov, județul Brașov, apoi la Brașov
A decedat în 22 mai 1948 la Brașov.
Publicație : Delegația română a ortodocșilor bucovineni în Parlamentul de la Viena (baronii Nicu Flondor, Constantin Hormuzachi și deputații dietali Teodor V.Ștefanelli, dr.Eusebiu Popovici, Teofil Siminovici și dr.Ipolit Tarnavschi) au înaintat împăratului în 1913 un "Memoriu al Românilor greco-orientali privitor la chestia bisericească din Bucovina" În acest "Memoriu", autorii afirmau că "numai împărțirea națională a arhidiocezei și crearea unei episcopii rutenești independente pot să oprească luptele naționale și să restabilească pacea între români și ruteni. Autorii afirmau că "Bucovina a fost odată parte integrantă din Principatul român al Moldovei.

## Familie
Nicu a fost fiul lui Gheorghe cavaler de Flondor (n. 11 octombrie 1826, Storojineț - d. 13 iunie 1892, Storojineț) și al soției sale Isabella Dobrowolski de Buchenthal (n. 14 august 1835, Rogojești, județul Botoșani, România - d. 14 februarie 1890, Storojineț, Austro-Ungaria). Frații săi au fost Iancu Flondor care a contribuit decisiv la Unirea Bucovinei de Nord cu România în 1918 și compozitorul Tudor de Flondor. A fost căsătorit pe 4 iulie 1899 cu Elena de Grigorcea (n. 25 octombrie 1879,  Carapciu - d. 7 august 1970, Viena), fiica lui Modest  Cavaler de Grigorcea  și a avut trei copii: Radu Flondor (n. 20 februarie 1900, Cernăuți - d. 29 noiembrie 1956, București),consulul  României regale la Legația română de la Viena (1943-1944) căsătorit pe 13 iulie 1946 la Brașov cu Maria Vasiliu (d. 1979, București); Alexandru Flondor (n. 4 februarie 1902, Noua Suliță - d. 18 august 1987, Offenbach, Germania), Elena Flondor (n. 22. februarie 1904, Noua Suliță - d. 25 august 1944, Iași), căsătorită pe 29 iulie 1934 la Slobozia-Comăreștilor cu  Dr. Petru  Bohosievici (n. 28 octombrie 1904 - d. 21 august 1953, în Bîrlad ).
Dr. Petru Bohosievici, soțul Elenei Flondor, a fost prizonier în U.R.S.S. în al II-lea război mondial și a fost eliberat în 1948, întorcându-se în țară.
În  31 octombrie 1943 Nicu Flondor s-a căsătorit la Cernăuți cu învățătoarea Ana Tarnavschi (1892- ) care avea doi fii din cele două căsătorii anterioare, cu Onciu și cu Paulovici.
În Cernăuți Nicu  Flondor a locuit pe Str. Regele Carol nr.3.